# Нараян, Джаяпракаш
Джаяпрака́ш Нара́ян (хинди जयप्रकाश नारायण, 11 октября 1902, Ситабдиара — 8 октября 1979, Патна) — индийский политический деятель, демократический социалист. Активный участник антиколониальной борьбы в 1930—1940-х годах. Лидер протестного движения против правительства Индиры Ганди в первой половине 1970-х годов. Известен призывом к «Тотальной революции» против власти ИНК. Был репрессирован в период чрезвычайного положения. Выступил основателем оппозиционной коалиции Джаната. В последние годы жизни поддерживал правительства Морарджи Десаи и Чарана Сингха. Кавалер Бхарат Ратна.

## Происхождение
Родился в деревенской семье, принадлежащей к касте писцов каястха. Дед Нараяна был тюремщиком, отец — местным чиновником. Семья состояла в родстве с активистом антиколониального движения Раджендрой Прасадом, будущим первым президентом Индии.
Начальное образование получил в Патне. С детства интересовался философией и общественной жизнью, изучал «Бхагавад-гиту». За успехи в учёбе был награждён стипендией. Отец Джаяпракаша говорил, что его сын «однажды станет великим человеком».

## В антиколониальном движении. Учёба в США
Джаяпракаш Нараян был сторонником независимости Индии. В 1919 году он участвовал в Движении несотрудничества Махатмы Ганди. Отказавшись от стипендии колониальных властей, Нараян продолжал образование в неофициальном колледже, который учредил для индийских студентов Раджендра Прасад. Решение Ганди прекратить кампанию несотрудничества из-за перерастания в насильственные акции произвело на Джаяпракша Нараяна крайне удручающее впечатление.
В 1922 году Джаяпракаш Нараян прибыл в США на борту грузового судна. Изучал философию в Университете Беркли. Зарабатывал на жизнь работой на ферме, в гараже, на консервной фабрике. После повышения оплаты в Беркли перешёл в Айовский университет, потом в Висконсинский университет в Мадисоне. В эти годы Нараян увлёкся марксистскими идеями, симпатизировал СССР и Коминтерну, изучал и пропагандировал сочинения Манабендры Роя.

## Конгрессист-социалист
В 1929 году Джаяпракаш Нараян возвратился в Индию. Вступил в Индийский национальный конгресс (ИНК), тесно сотрудничал с Джавахарлалом Неру и Махатмой Ганди. В 1932 году активно участвовал в акциях гражданского неповиновения, был арестован британскими властями. В тюрьме познакомился и тесно сошёлся с Рамманохаром Лохией.
После освобождения в 1934 Нараян выступил соучредителем Социалистической партии Конгресса (CSP) — фракции социалистов ИНК. Идеология и программа CSP основывалась на принципах кооперативного демократического социализма. К тому времени Джаяпракаш Нараян отошёл от коммунистических воззрений, но оставался убеждённым социалистом и ещё допускал сотрудничество с Компартией Индии. Организация активно участвовала в антиколониальном движении, в том числе автономно от ИНК. Джаяпракаш Нараян представлял в CSP идейную тенденцию Рамманохара Лохии. Сотрудничал в CSP с Витхалом Махадео Таркунде.
После начала Второй мировой войны Нараян призывал использовать международную ситуацию в целях достижения независимости Индии. Речь шла о том, чтобы воспользоваться войной для свержения британских колониальных властей. За призывы к неуплате налогов и всеобщей забастовке Нараян был арестован и на девять месяцев заключён в тюрьму. В 1943 году Джаяпракаш Нараян был вновь арестован британскими властями за участие в Августовском движении. Содержался в военной тюрьме Лахора, подвергался жёстким допросам и избиениям. Был освобождён в только 1946, незадолго до обретения Индией независимости.
Активность Нараяна в национально-освободительном движении создала ему широкую популярность в стране

## В независимой Индии

### Социалистический оппозиционер
15 августа 1947 года была провозглашена независимость Индии. На следующий год Джаяпракаш Нараян вышел из ИНК и стал одним из основателей Социалистической партии, созданной на основе CSP. Партия выступала за стимулирование производственной кооперации, развитие самоуправления, усиление независимых судов, расширение профсоюзных прав, безвозмездное наделение землёй беднейших крестьян, гарантированный минимум зарплат в городах. Но в то же время Джаяпракаш Нараян окончательно порвал с коммунистической идеологией и перешёл на позиции антикоммунизма.
Несмотря на личную популярность Нараяна, партия получила лишь около 10 % голосов на выборах 1951—1952. Джавахарлал Неру предложил Нараяну и его товарищам по партии войти в правительство, но Нараян выдвинул жёсткие условия, который премьер отказался удовлетворить. В 1952 году Соцпартия влилась в более крупную Народную социалистическую партию. Наблюдая усиление политической гегемонии ИНК, Джаяпракаш Нараян на длительное время отошёл от политики, занимаясь общественной и просветительской деятельностью.
В 1958 году Джаяпракаш Нараян посетил Израиль, где встретился с Давидом Бен-Гурионом.
Джаяпракаш Нараян вернулся в политику в конце 1960-х годов. Выступал в резкой оппозиции правительству Индиры Ганди. Жёстко критиковал правящий ИНК за диктаторские тенденции, засилье государственного чиновничества, экономический застой и массовую бедность. На выборах 1971 народные социалисты Нараяна выступали в широкой антиконгрессистской коалиции, куда входили не только левые и центристы, но и такие правые партии, как Сватантра и Бхаратия джан сангх.

### Лидер «Тотальной революции»
В 1974 году Нараян возглавлял Бихарское движение — антикоррупционные студенческие протесты в Бихаре с требованием роспуска законодательного собрания штата и отставки администрации. Эти выступления назывались также JP Movement — Движение JP; JP — псевдоним Джаяпракаша Нараяна в английском написании.

Это революция, друзья! Мы должны не только распустить собрание. Это лишь этап на нашем пути. Мы должны идти дальше. Прошло 27 лет независимости — и что мы видим? В стране голод, коррупция, инфляция, угнетение и несправедливость. Нужен кардинальный поворот, мы должны его совершить.

Джаяпракаш Нараян, выступление на митинге в Патне 5 июня 1974

Бихарские выступление студентов переросли в общегражданский протест, в котором приняли участие до 5 миллионов человек. Джаяпракаш Нараян призывал к «Тотальной революции» — массовому ненасильственному сопротивлению по типу сатьяграхи. Лидерство Нараяна в протестном движении было столь очевидным, что именно его — социалиста и бывшего коммуниста — пропагандистский аппарат СССР характеризовал как «главаря крайне правой реакции»
25 июня 1975 Нараян созвал в Дели массовый митинг протеста. Он, в частности, призвал полицию не выполнять аморальных приказов. Это выступление было воспринято властями как сигнал к мятежу. В тот же день премьер-министр Индира Ганди и президент Фахруддин Али Ахмед объявили о введении чрезвычайного положения в стране. Джаяпракаш Нараян, в числе других лидеров оппозиции, был немедленно арестован и заключён в тюрьму Чандигарха.
Общественная кампания за освобождение Нараяна велась индийскими эмигрантами во многих странах, в том числе в Великобритании. В британском комитете защиты Нараяна состоял бывший министр, дипломат и правозащитник Филип Ноэль-Бейкер. В ноябре 73-летний Нараян был освобождён по состоянию здоровья и помещён в больницу. Находился под усиленным надзором полиции.

### Политическая победа
Режим ЧП был отменён 18 января 1977 года. Через несколько дней по инициативе Джаяпракаша Нараяна была официально учреждена партия Джаната — объединение разнородной оппозиции ИНК, от правых националистов до левых социалистов. В ходе предвыборной кампании Нараян призывал инлийцев сделать выбор в пользу демократии против диктатуры Индиры Ганди. В то же время, несмотря на антикоммунистические взгляды, он опроверг заявление Морарджи Десаи о намерении расторгнуть советско-индийский Договор о дружбе и сотрудничестве 1971 года.
16 марта—20 марта 1977 в Индии состоялись парламентские выборы. Индира Ганди и её окружение были уверены в победе ИНК, но этот расчёт не оправдался. Правящая партия потрепела сокрушительное поражение, большинство мест в Лок сабха получила Джаната. Было сформировано новое правительство во главе с Морарджи Десаи. Джаяпракш Нараян отказался от правительственного поста, но воспринимался как своеобразный «гуру» нового кабинета.

## Личная жизнь
В 1920 году 18-летний Джаяпракаш Нараян женился на 14-летней Прабхавати Деви (индийская традиция позволяла брак в этом возрасте) — дочери известного адвоката-гандиста Браджкишоре Прасада. После отъезда Нараяна в США молодая супруга ушла в ашрам Махатмы Ганди и стала приёмной дочерью Кастурбы Ганди.
Впоследствии Прабхавати Деви тесно сотрудничала с Камалой Неру (жена Джавахарлала Неру, мать Индиры Ганди). Это создавало сложности в её отношениях с мужем — противником ИНК. Однако супруги с уважением относились друг к другу. Они приняли совместное решение не заводить детей до освобождения Индии. Скончалась Прабхавати Деви в 1973 году.

## Кончина
В марте 1979 года, когда Джаяпракаш Нараян в тяжёлом состоянии находился в больнице, прошла ошибочная информация о его смерти. С этим сообщением официально выступил премьер-министр Десаи. Была отмечена массовая скорбь, начались траурные мероприятия, прервались заседания парламента, теле- и радиовещание, закрывались магазины и школы. Вскоре стало известно, что Нараян жив. Сам он на этот казус отреагировал с улыбкой.
Джаяпракаш Нараян скончался в Патне 8 октября 1979, за три дня до своего 77-летия. Правительство Чарана Сингха объявило семидневный траур.

## Память
В современной Индии Джаяпракаш Нараян почитается как последовательный демократ, «пророк народной власти». Известен под титулом Лок Наяк — Народный герой.
В 1980 в Индии была выпущена почтовая марка с изображением Джаяпракаша Нараяна. В 1998 году он был посмертно удостоен высшей государственной награды Индии — Бхарат Ратна. В честь Нараяна назван международный аэропорт в Патне. В 2002 году широко отмечалось 100-летие его рождения. В честь юбилейной даты была выпущена монета достоинством в 1 рупию.